# Marcos Siebert
Marcos Siebert (Mar del Plata, 16 maart 1996) is een Argentijns autocoureur. Hij is vooral bekend als kampioen van het Italiaanse Formule 4-kampioenschap in 2016.

## Carrière
Siebert begon zijn autosportcarrière in het karting in 2004 op achtjarige leeftijd. Zijn hoogtepunten uit zijn kartarrière zijn een tweede en een derde plaats in de Promocional-klasse in 2005 en 2006.
In 2011 maakte Siebert de overstap naar het formuleracing, waarin hij zijn eerste twee seizoenen reed in de Argentijnse Formule Metropolitan, waarin hij in 2012 twaalfde werd.
In 2013 ging Siebert in Europa racen en kwam voor Jenzer Motorsport uit in zowel de Eurocup Formule Renault 2.0 als de Formule Renault 2.0 Alps. In beide kampioenschappen werd hij 24e in het kampioenschap, met twee elfde plaatsen in de Eurocup en één zesde plaats in de Alps als beste resultaten.
Nadat hij in 2014 niet racete, keerde Siebert in 2015 terug in de autosport, waarbij hij voor Jenzer zijn Formule 4-debuut maakte in het Italiaanse Formule 4-kampioenschap. Hij won twee races op het Circuit Mugello en het Misano World Circuit Marco Simoncelli en behaalde nog twee andere podiumplaatsen, waardoor hij vijfde werd in de eindstand met 112 punten.
In 2016 bleef Siebert voor Jenzer rijden in de Italiaanse Formule 4. Hij won vier races op Misano, de Adria International Raceway, het Autodromo Enzo e Dino Ferrari en Mugello en werd na een strijd met Mick Schumacher gekroond tot kampioen met 231 punten.
In de winter van 2017 testte Siebert in de GP3 Series voor zowel Jenzer als Trident Racing. Een paar maanden later testte hij eveneens voor Campos Racing en komt ook uit voor dit team in het kampioenschap.